# Великописарівська селищна рада
Великопи́сарівська се́лищна ра́да — адміністративно-територіальна одиниця та орган місцевого самоврядування в Великописарівському районі Сумської області. Адміністративний центр — селище міського типу Велика Писарівка.

## Загальні відомості
- Населення ради: 5 492 особи (станом на 2001 рік)

## Населені пункти
Селищній раді підпорядковані населені пункти:
- смт Велика Писарівка
- с. Пономаренки

## Географія
Великописарівська селищна рада розташована у центрально-східній частині району.

## Склад ради
Рада складається з 30 депутатів та голови.
- Голова ради: Клизуб Леонід Григорович
- Секретар ради: Мовчан Надія Григорівна

### Керівний склад попередніх скликань
| Прізвище, ім'я, по батькові  | Основні відомості                                                         | Дата обрання | Дата звільнення |
| ---------------------------- | ------------------------------------------------------------------------- | ------------ | --------------- |
| Драгун Сергій Миколайович    | Селищний голова, 1970 року народження, член Соціалістичної партії України | 26.03.2006   | 01.02.2010      |
| Гордєєва Надія Володимирівна | Селищний голова, 1955 року народження, член Соціалістичної партії України | 20.06.2010   | 31.10.2010      |
| Драгун Сергій Миколайович    | Селищний голова, 1970 року народження, освіта вища                        | 31.10.2010   | 16.12.2012      |
| Клизуб Леонід Григорович     | Селищний голова, 1967 року народження, освіта вища, безпартійний          | 16.12.2012   |                 |

Примітка: таблиця складена за даними сайту Верховної Ради України

### Депутати
За результатами місцевих виборів 2010 року депутатами ради стали:

#### За суб'єктами висування
| Суб'єкт висування                                       | Кількість обраних депутатів | %    |
| ------------------------------------------------------- | --------------------------- | ---- |
| Партія регіонів                                         | 23                          | 76,7 |
| Політична партія Всеукраїнське об'єднання «Батьківщина» | 4                           | 13,3 |
| Комуністична партія України                             | 1                           | 3,3  |
| Політична партія Народний Рух України                   | 1                           | 3,3  |
| Самовисування                                           | 1                           | 3,3  |

#### За округами
| № округу                                                | Прізвище, ім'я, по батькові    | Дата визнання обраним | Освіта             | Партійна приналежність                        | Відомості про обраного депутата                                                                                    |
| ------------------------------------------------------- | ------------------------------ | --------------------- | ------------------ | --------------------------------------------- | --- |
| Комуністична партія України                             |                                |                       |                    |                                               | |
| 18                                                      | Мікіш Любов Василівна          | 05.11.2010            | середня спеціальна | член Комуністичної партії України             | пенсіонер |
| Партія регіонів                                         |                                |                       |                    |                                               | |
| 2                                                       | Гордієнко Юлія Миколаївна      | 05.11.2010            | вища               | позапартійна                                  | Великописарівська районна державна адміністрація, спеціаліст служби у справах дітей                                |
| 4                                                       | Леонов Григорій Миколайович    | 05.11.2010            | середня спеціальна | член Партії регіонів                          | Великописарівська ЦРЛ, водій                                                                                       |
| 5                                                       | Спасьонов Іван Іванович        | 05.11.2010            | середня            | позапартійний                                 | фермерське господарство «Світанок», тракторист                                                                     |
| 7                                                       | Кривонос Світлана Іванівна     | 05.11.2010            | вища               | позапартійна                                  | Великописарівська загальноосвітня школа, вчитель                                                                   |
| 8                                                       | Нечвоглод Анатолій Якович      | 05.11.2010            | середня            | позапартійний                                 | фермерське господарство «Світанок», заступник голови                                                               |
| 9                                                       | Гуцал Олександр Іванович       | 05.11.2010            | вища               | позапартійний                                 | Великописарівська загальноосвітня школа, вчитель                                                                   |
| 10                                                      | Обідець Катерина Олександрівна | 05.11.2010            | вища               | позапартійна                                  | Великописарівська загальноосвітня школа, вчитель                                                                   |
| 11                                                      | Фурсова Лариса Юріївна         | 05.11.2010            | вища               | позапартійна                                  | Великописарівська районна державна адміністрація, головний бухгалтер фінансового управління                        |
| 12                                                      | Масалітін Віктор Миколайович   | 05.11.2010            | вища               | позапартійний                                 | тимчасово не працює                                                                                                |
| 13                                                      | Мовчан Ольга Михайлівна        | 05.11.2010            | середня спеціальна | позапартійна                                  | Великописарівська ЦРЛ, бухгалтер                                                                                   |
| 14                                                      | Іваненко Михайло Іванович      | 05.11.2010            | вища               | позапартійний                                 | Інспекція держтехнагляду, головний держ інспектор                                                                  |
| 15                                                      | Сидорова Олена Юріївна         | 05.11.2010            | вища               | позапартійна                                  | Великописарівська загальноосвітня школа, заступник директора з навчально-виховної роботи                           |
| 16                                                      | Лаптєв Віталій Васильович      | 05.11.2010            | вища               | позапартійний                                 | Великописарівська державна податкова інспекція, спеціаліст                                                         |
| 17                                                      | Мовчан Надія Григорівна        | 05.11.2010            | середня спеціальна | позапартійна                                  | Великописарівська селищна рада, секретар                                                                           |
| 19                                                      | Айвазян Тетяна Володимирівна   | 05.11.2010            | вища               | позапартійна                                  | Великописарівська районна державна адміністрація, начальник служби у справах дітей                                 |
| 21                                                      | Бондар Світлана Семенівна      | 05.11.2010            | вища               | позапартійна                                  | Великописарівська селищна рада, головний бухгалтер                                                                 |
| 22                                                      | Корнієнко Ніна Арсентіївна     | 05.11.2010            | середня спеціальна | позапартійна                                  | Великописарівська ЦРЛ, медична сестра                                                                              |
| 23                                                      | Мохонько Сергій Іванович       | 05.11.2010            | вища               | позапартійний                                 | Великописарівська районна державна адміністрація, начальник відділу ведення Державного реєстру виборців            |
| 24                                                      | Кравченко Валентина Миколаївна | 05.11.2010            | вища               | член Партії регіонів                          | Великописарівська районна державна адміністрація, заступник голови                                                 |
| 25                                                      | Хіжняк Сергій Дмитрович        | 05.11.2010            | середня            | позапартійний                                 | тимчасово не працює                                                                                                |
| 26                                                      | Леонов Володимир Григорович    | 05.11.2010            | вища               | член Партії регіонів                          | Великописарівська районна державна адміністрація, начальник управління АПР                                         |
| 27                                                      | Бодарєв Володимир Григорович   | 05.11.2010            | вища               | позапартійний                                 | приватний підприємець                                                                                              |
| 28                                                      | Лагута Ольга Віталіївна        | 05.11.2010            | вища               | позапартійна                                  | Великописарівська селищна рада, спеціаліст                                                                         |
| Політична партія Всеукраїнське об'єднання «Батьківщина» |                                |                       |                    |                                               | |
| 1                                                       | Забара Михайло Миколайович     | 05.11.2010            | вища               | позапартійний                                 | тимчасово не працює                                                                                                |
| 20                                                      | Васильченко Ніна Василівна     | 05.11.2010            | вища               | член Всеукраїнського об'єднання «Батьківщина» | приватний підприємець                                                                                              |
| 29                                                      | Сіденко Іван Григорович        | 05.11.2010            | вища               | позапартійний                                 | Великописарівська районна державна адміністрація, провідний спеціаліст відділу ведення Державного реєстру виборців |
| 30                                                      | Овчаренко Євгенія Павлівна     | 05.11.2010            | вища               | член Всеукраїнського об'єднання «Батьківщина» | Олександрівська загальноосвітня школа, вчитель                                                                     |
| Політична партія Народний Рух України                   |                                |                       |                    |                                               | |
| 3                                                       | Пасюга Наталія Володимирівна   | 05.11.2010            | середня спеціальна | член Народного Руху України                   | Великописарівська ЦРЛ, медична сестра                                                                              |
| Самовисування                                           |                                |                       |                    |                                               | |
| 6                                                       | Дикий Олександр Миколайович    | 05.11.2010            | вища               | позапартійний                                 | Великописарівська районна державна адміністрація, керівник апарату                                                 |